# جو غريني (منافس ألعاب قوى)
جو غريني (بالإنجليزية: Joe Greene)‏ هو منافس ألعاب قوى أمريكي، ولد في 17 فبراير 1967 في دايتون في الولايات المتحدة.

## وصلات خارجية
- جو غريني على موقع الاتحاد الدولي لألعاب القوى (الإنجليزية)
- جو غريني على موقع أوليمبيديا (الإنجليزية)